# 永吉街

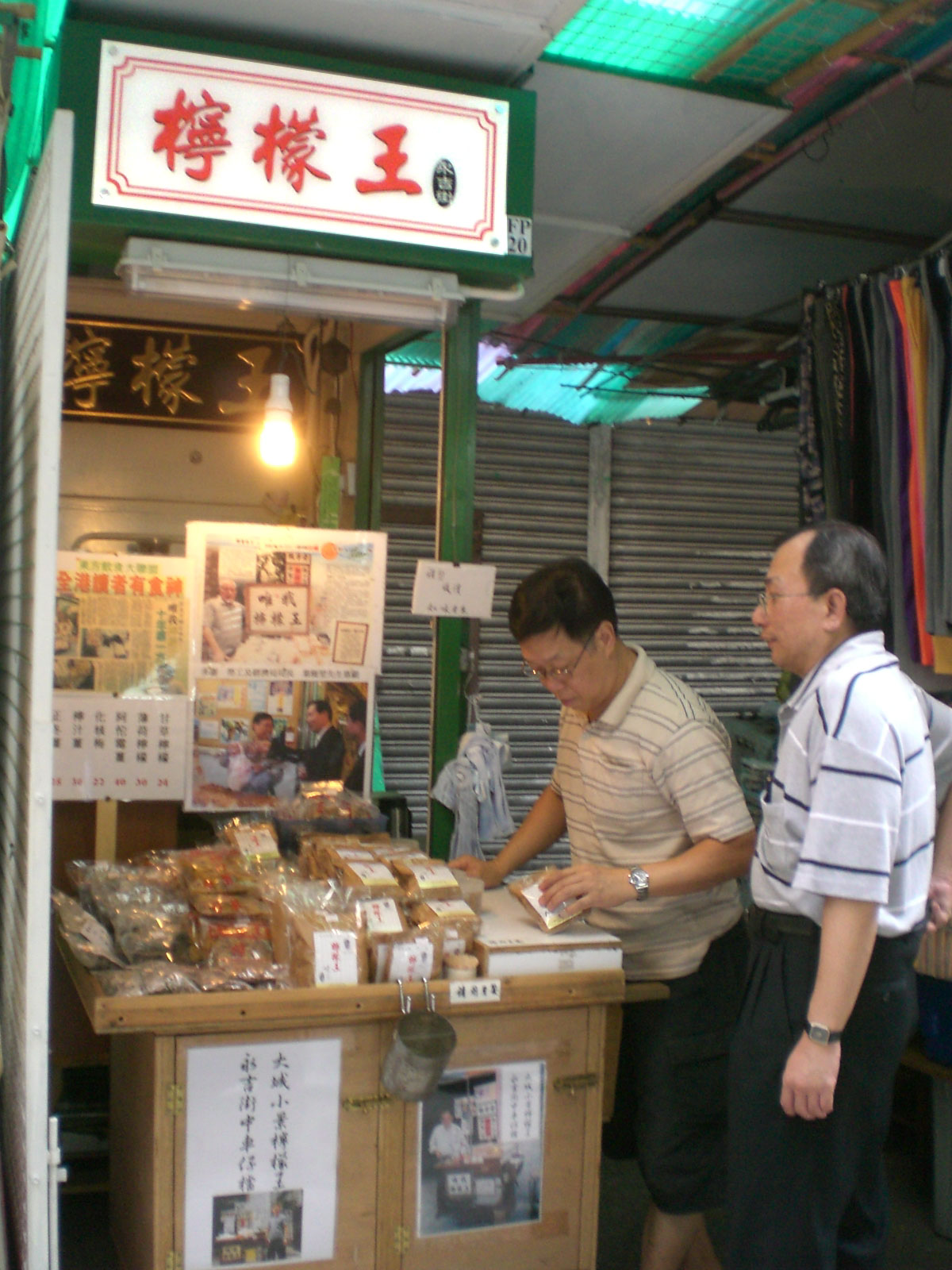
檸檬王

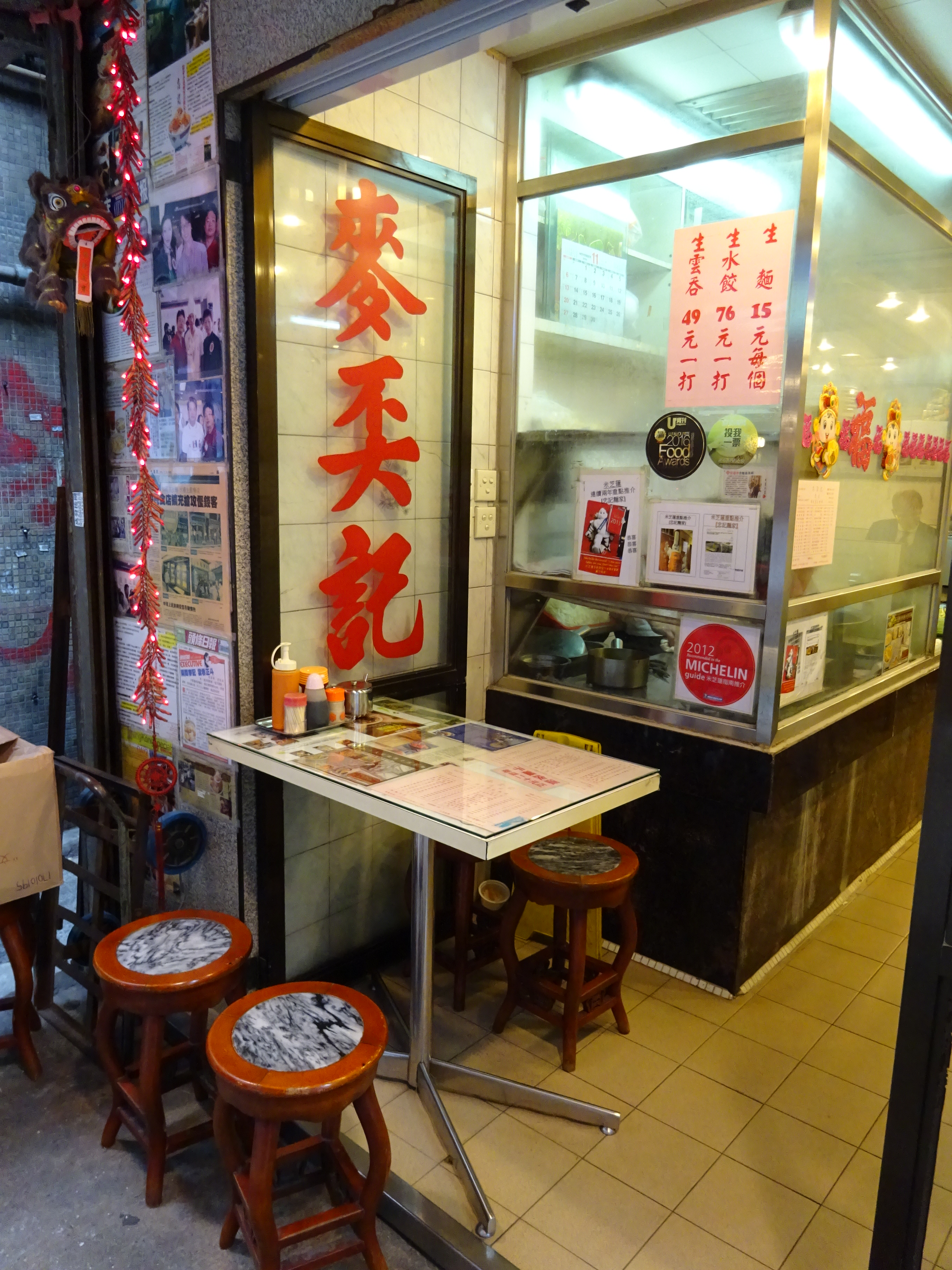
麥奀記 (忠記) 麵家

永吉街（英語：Wing Kut Street），是香港島中西區的一條行人通道，路上現存不少小販固定攤檔，與利源東街齊名，毗連以前的鴨蛋街，即是現時的中遠大廈新紀元廣場之東邊毗鄰。
永吉街是中環與上環的分界線。北起自德輔道中南豐大廈即是先施百貨，南至皇后大道中，接鴨巴甸街上半山區。永吉街小販路邊攤及鄰近地鋪售賣的商品包括時裝、飾物、日用品，兼有快餐食肆，它們是專業批發和零售飾物的商店。

## 歷史
在1930年代中後期，永吉街的得雲茶樓附近多了賣雀鳥店舖，原因是這些店舖在原來的閣麟街被投訴衛生不佳，因此陸續搬到此處。
之後其雀鳥店舖數量漸少，被位於西營盤的雀仔橋位置取代並成為第二代「雀仔街」。
此外，陸羽茶室舊址也在中環永吉街。

## 鄰近
- 永亨銀行大廈
- 永亨保險大廈
- 華英昌中區大廈
- 兆英商業大廈
- 安泰大廈
- 通用商業大廈
- 誠興商業大廈

## 店舖

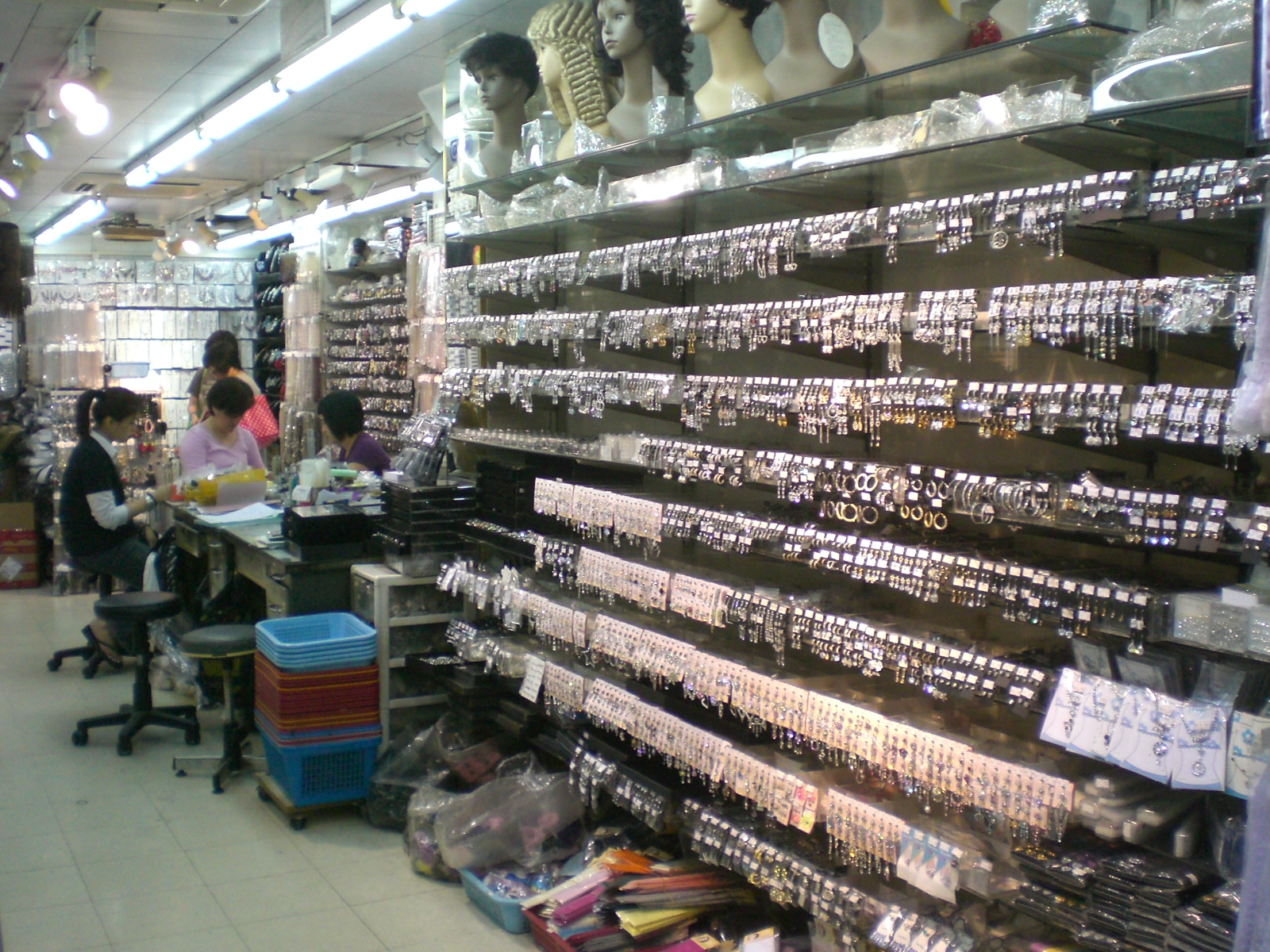
人造首飾專門店
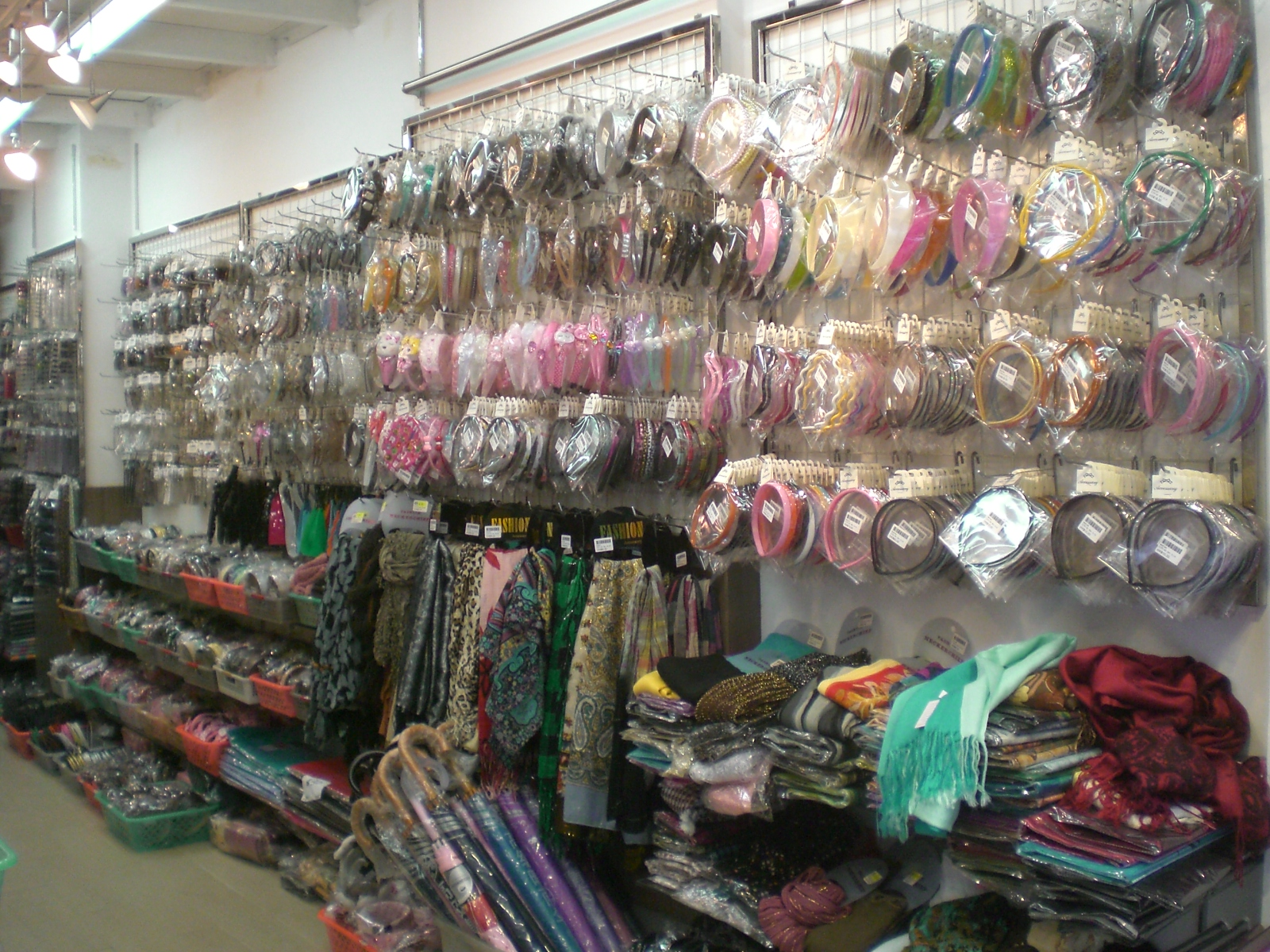
頭飾批發專門店
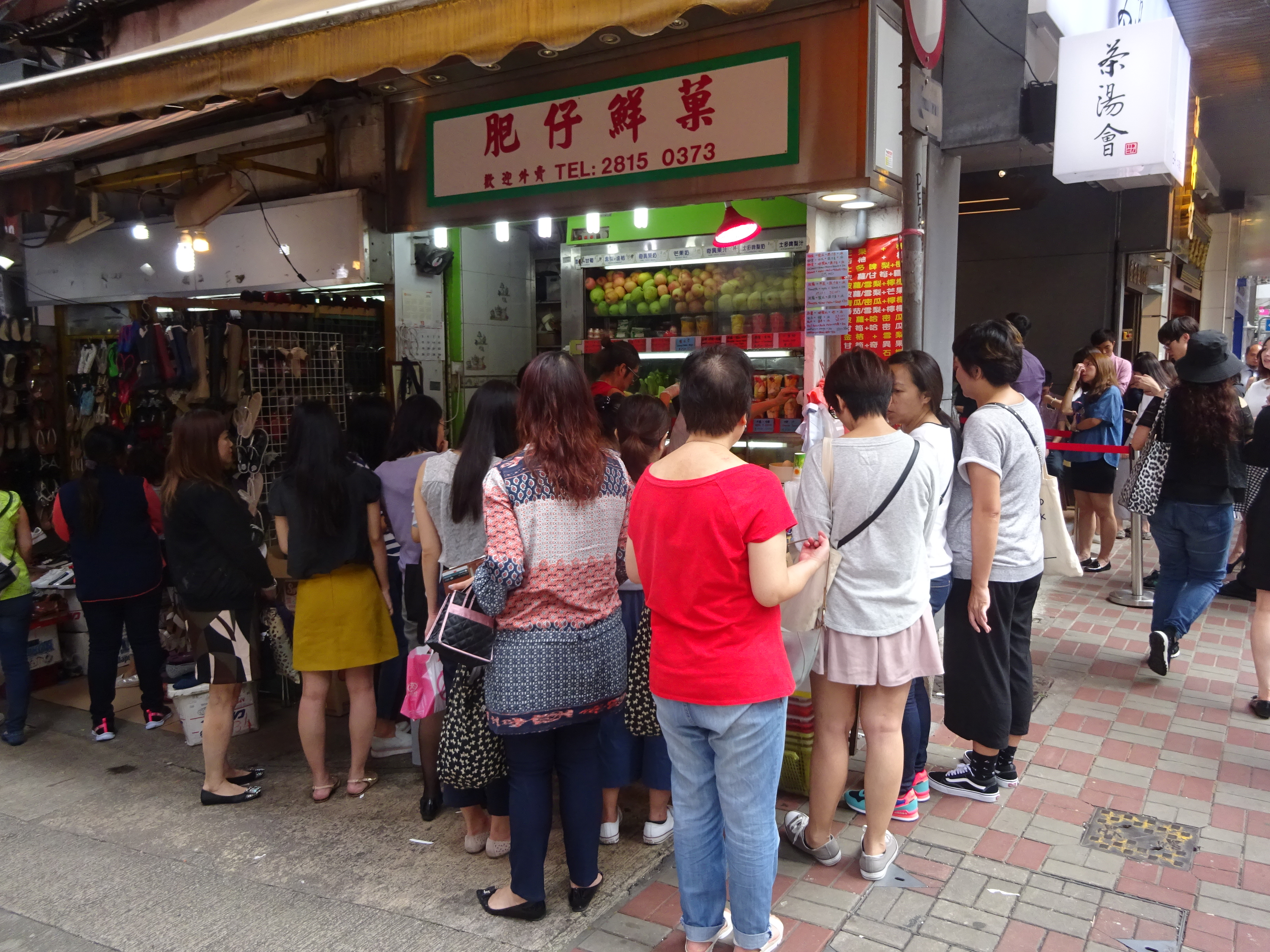
外賣果汁店

## 交通
- 由港鐵香港站E2出口，通過恒生銀行總行行人天橋，大概5分鐘可步行至永吉街
- 不少巴士以永吉街為總站，鄰近的德輔道中、皇后大道中有很多巴士路線途經

## 外部連結
- 上環永吉街檸檬王
- 香港影視處：永吉街
- 大公報：上環永吉街檸檬王